# Heinz Holliger

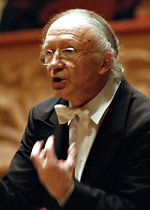
Heinz Holliger (2008)

Heinz Robert Holliger (* 21. Mai 1939 in Langenthal) ist ein Schweizer Oboist, Komponist und Dirigent.

## Ausbildung und Werdegang
Nachdem er früh Oboenunterricht bei Emile Cassagnaud in Bern genommen hatte, legte er 1953, vierzehnjährig, erste Kompositionen (Kammermusik, Lieder, Bühnenmusik) vor. 1956 begann er sein Studium am Berner Konservatorium bei Emile Cassagnaud (Oboe) und Sándor Veress (Komposition). Nach der zwei Jahre später bestandenen Matura in Burgdorf erwarb er ein Lehrdiplom am Konservatorium in Bern.
1958 und 1959 studierte er Klavier, zunächst bei Sava Savoff am Berner Konservatorium, danach bei Yvonne Lefébure am Conservatoire de Paris und nahm privaten Oboenunterricht bei Pierre Pierlot. Zwischen 1961 und 1963 nahm er zudem Kompositionsunterricht bei Pierre Boulez.
1959 begann er seine professionelle Laufbahn als Solo-Oboist der Basler Orchester-Gesellschaft (die Stelle behielt er bis 1963). 1961 folgten erste Schallplattenaufnahmen sowie weltweite Gastspiele als Solo-Oboist. 1965 erhielt er einen Ruf zum Professor an der staatlichen Hochschule für Musik in Freiburg im Breisgau. Seit 1975 war er ständiger Gastdirigent beim von Paul Sacher gegründeten Basler Kammerorchester und wurde 1986 als Nachfolger von Sacher zum Chefdirigenten berufen, kurz bevor das Orchester aufgelöst wurde. Von 1998 bis 2001 war er Dirigent des Orchestre de Chambre de Lausanne. Als Composer-in-Residence war er beim Orchestre de la Suisse Romande (1993/1994), bei den Luzerner Festwochen (1998) und bei den Sommerlichen Musiktagen Hitzacker (2002).
1987 begründete er zusammen mit Jürg Wyttenbach und Rudolf Kelterborn das Basler Musikforum. Zusammen mit dem ungarischen Pianisten András Schiff rief er die «Ittinger Pfingstkonzerte» (Kartause Ittingen bei Frauenfeld) ins Leben.
Heinz Holliger wurde als Oboist weltweit bekannt; zahlreiche Werke wurden für ihn geschrieben. Daneben war er auch als Komponist erfolgreich. Holliger komponierte Bühnenwerke, Orchester-, Solo- und Kammermusikwerke. In seinem reichen Vokalwerk kommt der Vertonung von Texten Schweizer Autoren eine besondere Rolle zu, dazu zählt u. a. auch die Oper Schneewittchen (Robert Walser, 1997/1998). Die auf Gedichte von Georg Trakl Bezug nehmenden Drei Nachtstücke für Klavier (1961) wurden mit anderen Stücken unter dem Gesamttitel Elis veröffentlicht. Auf Einladung von Walter Fink war Holliger 2007 der 17. Komponist im jährlichen Komponistenporträt des Rheingau Musik Festivals. Er gehört auch bei den Weltmusiktagen der Internationalen Gesellschaft für Neue Musik ISCM zu den an meisten aufgeführten Komponisten: 1963 wurden die Kantate Erde und Himmel, 1965 Glühende Rätsel, 1967 das Trio für Oboe/Viola/Harfe, 1969 Siebengesang, 1978 Atembogen, 1991 der volle Scardanelli-Zyklus und 2004 Turm Musik aufgeführt.
Zahlreiche seiner Schüler sind ebenfalls renommierte Oboisten, wie z. B. Klaus Becker (Gewinner des ARD-Musikwettbewerbs 1981; Professor an der Hochschule für Musik, Theater und Medien Hannover), Christian Hommel (Mitglied des Ensemble Modern, Professor an der Hochschule für Künste Bremen), Thomas Indermühle, Diethelm Jonas (Professor an der Musikhochschule Lübeck), Omar Zoboli (Professor an der Musikhochschule Basel; bekannter Interpret der Werke von Antonio Pasculli), Emanuel Abbühl, Hans Elhorst, Jochen Müller-Brincken und Rosemary Yiameos (Solo-Oboistin des Sinfonieorchesters St. Gallen).
Holliger ist u. a. Korrespondierendes Mitglied der Bayerischen Akademie der Schönen Künste und Mitglied der Akademie der Künste Berlin.

## Familie
Heinz Holliger wurde als Sohn eines Arztes geboren. Er spricht von einer Art Bio-Realismus, den er mit dem Beruf seines Vaters und der Atemtechnik beim Oboe-Spiel in Verbindung bringt. Er bezeichnet sich als Berufsatmer. In seinem Schaffen als Komponist führte der Tod seiner Mutter in eine neue Etappe, die mit dem Werk Pneuma begann und als Requiem entstanden ist.
Heinz Holliger war bis zu ihrem Tode am 21. Januar 2014 mit der Harfenistin Ursula Holliger (1937–2014) verheiratet. Ihre Tochter Anna Holliger war 1. Violinistin des Berner Symphonie-Orchesters und starb am 3. Juni 2021 an einer schweren Krankheit. Holligers älterer Bruder war der Theaterregisseur Erich Holliger (1936–2010).

## Werke
- Sequenzen über Johannes I,32 (1962) für Harfe
- Siebengesang (1966–1967) für solo-Oboe, Orchester, Stimmen and Lautsprecher
- Pneuma
- Psalm für gemischten Chor. Schott, Mainz 1971
- Streich Quartett (1973)
- Scardanelli-Zyklus (1975–1991) für Solo-Flöte, kleines Orchester, Tonband und gemischten Chor
- Not I (1978–1980) Monodrama für Sopran und Tonband
- Studie über Mehrklänge (1979) für Oboe solo
- Fünf Stücke für Orgel und Tonband (1980)
- What Where (1988), Kammeroper
- Violinkonzert "Hommage à Louis Soutter" (1993–1995)
- Schneewittchen (1998), Oper nach einem Text von Robert Walser
- Partita für Klavier (1999)
- Puneigä, zehn Lieder für zwölf Spieler nach Gedichten von Anna Maria Bachers (2000/02)
- Ma'mounia für Schlagzeug solo und Instrumentalquintett (2002)
- Romancendres für Cello und Klavier (2003)
- Induuchlen, vier Lieder für Kontratenor und Horn, für Klaus Huber (2004)
- Toronto-Exercises für Flöte (auch Altflöte), Klarinette, Violine, Harfe und Marimbaphon (2005)
- Lunea (2018), Oper nach Texten von Nikolaus Lenau

## Preise und Ehrungen (Auswahl)
- 1959 Erster Preis für Oboe beim Internationalen Musikwettbewerb in Genf
- 1960 Erster Preis für Oboe beim Internationalen Musikwettbewerb der ARD, München
- 1985 Kompositionspreis des Schweizerischen Tonkünstlervereins
- 1987 Léonie-Sonning-Musikpreis
- 1988 Kunstpreis der Stadt Basel, Frankfurter Musikpreis
- 1991 Ernst von Siemens Musikpreis
- 1994 Kompositionspreis der Fondation Prince Pierre de Monaco für (S)irató
- 1994/95 Kritikerpreis Premio Abbiati für Scardanelli-Zyklus
- 1998 Verleihung der Ehrendoktorwürde der Universität Zürich
- 1999 Kulturpreis der Stadt Langenthal
- 2002 Grammy Award in der Kategorie «Producer of the Year, Classical»
- 2004 Preis der deutschen Schallplattenkritik
- 2006 Echo Klassik
- 2007 Zürcher Festspielpreis im Rahmen der Festspiele Zürich (Erstverleihung)[6]
- 2008 Rheingau Musikpreis
- 2010 Grand Prix du Disque
- 2015 Schweizer Grand Prix Musik[7]
- 2016 Mitglied der American Academy of Arts and Sciences[8]
- 2017 Robert-Schumann-Preis der Stadt Zwickau
- 2018 Oper Lunea: «Uraufführung des Jahres» in der Kritikerumfrage der Zeitschrift Opernwelt[9]
- 2018 Orden Pour le Mérite für Wissenschaften und Künste
- 2022 Robert Schumann-Preis für Dichtung und Musik